# Luciano Vietto
Luciano Darío Vietto (Balnearia, 5 de dezembro de 1993) é um futebolista argentino que atua como atacante. Atualmente joga no Racing, da Argentina.

## Clubes

### Racing
Iniciou a carreira profissionalmente no Racing em 2011, jogando no clube de Avellaneda até 2014.

### Villarreal
Em 2014, foi adquirido pelo Villarreal. Na equipe espanhola, o jogador obteve muito destaque. Aos 21 anos, o jogador terminou a temporada 2014-15 com 20 gols pelo elenco do Submarino Amarelo e chamou a atenção de outros grandes clubes do futebol europeu. Porém, em julho de 2015, o argentino acertou em definitivo sua ida a Madrid para defender um clube local.

### Atlético de Madrid
Já em 7 de julho de 2015, foi contratado pelo Atlético de Madrid.

### Sevilla
Foi cedido por empréstimo para a temporada 2016–17 ao Sevilla.

### Fulham
Para a temporada 2018-19, Vietto foi emprestado ao Fulham, clube da Premier League. Foram apenas 22 jogos e um gol marcado no futebol inglês.

### Sporting
Após passagem apagada pela Premier League, o jogador, em 1 de Julho de 2019, foi adquirido a título definitivo pelo Sporting, clube que compete na Liga NOS.
Em comunicado publicado no site oficial, o clube de Alvalade confirma que adquiriu o passe do avançado argentino por 7,5 milhões de euros, ficando os colchoneros com direito a 50% de uma futura venda. A contratação de Vietto pelo clube de Lisboa também rendeu ao Atlético de Madrid um jogador do Sporting. Gelson Martins foi direcionado à La Liga no meio dessa negociação de Luciano Vietto.

### Al-Hilal
Em outubro de 2020, o clube português acertou a venda de Vietto para o Al-Hilal após o time saudita pagar cerca de 7 milhões de euros por 75% dos direitos do atacante sul-americano. Desse valor, 3,5 milhões de euros foram destinados ao Atlético de Madrid devido ao clube espanhol possuir boa parte de seu passe em uma venda futura.
Vieto terminou o Mundial de Clubes 2022 como um dos vice-artilheiros com 3 golos. O artilheiro foi Pedro, do Flamengo. Ele foi eleito o terceiro melhor jogador do torneio.

### Al-Qadsiah
Após seu contrato se encerrar com o Al-Hilal, o jogador argentino foi especulado em vários clubes do Campeonato Brasileiro, sendo o Vasco da Gama o clube mais interessado, no entanto, ainda que a torcida tenha insistido muito em sua contratação, o atacante optou por assinar com o Al-Qadsiah, da Segunda Divisão Saudita de Futebol. Ele receberá cerca de 7 milhões de dólares em um contrato de um ano pelo clube árabe.

## Títulos
Sporting CP
- Primeira Liga: 2020–21

Al-Hilal
- Copa do Rei: 2019–20 e 2022–23
- Campeonato Saudita: 2020–21 e 2021–22
- Supercopa Saudita: 2021

Racing
- Copa Sul-Americana: 2024
- Recopa Sul-Americana: 2025

### Individual
- La Liga Player of the Month: Dezembro 2014–15
- UEFA Europa League líder de assistência: 2014–15
- Bola de Bronze da Copa do Mundo de Clubes da FIFA: 2022[15]